# Óscar Osorio
Óscar Osorio Hernández (14 décembre 1910 - 6 mars 1969) un militaire et homme politique salvadorien. Il est membre du Conseil du gouvernement révolutionnaire du 14 décembre 1948 au 14 septembre 1950, puis président du Salvador du 14 septembre 1950 au 14 septembre 1956. 

## Biographie

### Jeunesse et études
Osorio est né à Sonsonate, au Salvador, le 14 décembre 1910. Il s'est marié deux fois : d'abord avec Leticia Rosales, avec qui il a trois enfants : Ana Maya, Rhina et Oscar. Sa deuxième épouse est Esperanza Llerena. Ils ont deux enfants, Cecilia et Humberto. 
Il a fait ses études à Sonsonate, Santa Ana et San Salvador, et travaille dans l’école militaire du capitaine général Gerardo Barrios, dans la capitale. 
Il a fait ses études supérieures dans diverses académies nationales et étrangères, mais principalement pendant trois ans au Collège de guerre de Turin, en Italie ; il rentre au Salvador en octobre 1943. 

### Prise du pouvoir
Le 14 décembre 1948 a lieu un coup d'État des « jeunes soldats » contre le président Salvador Castaneda Castro. Osorio, major, participe à une mission diplomatique au Mexique, et est finalement appelé à la direction du gouvernement provisoire, nommé gouvernement du Conseil révolutionnaire. Ce dernier est formé par le major Oscar Bolaños et des civils, Reynaldo Galindo Pohl et Humberto Costa. 
Sous la nouvelle constitution de 1950, des élections présidentielles ont lieu. Aux élections de cette année-là, il se présente sous l'étiquette du Parti révolutionnaire d'unification démocratique, fondé en 1945, il bat le seul candidat de l'opposition, le colonel José Menéndez Ascencio. 
Il assume la présidence constitutionnelle du Salvador en 1950. Le gouvernement d'Osorio coïncide avec une période de calme, car les prix du café et du coton augmentent considérablement. Sa présidence adopte un plan de réformes sociales comprenant l'introduction de la sécurité sociale pour les travailleurs urbains et la création de l'Institut du logement urbain (IVU), et des mesures de développement (soutient à un démarrage industriel du pays). Avec ce que l'état perçoit en taxes sur les exportations de café, de nombreux travaux publics sont initiés, en particulier la création du Comité exécutif sur les ports, la CEA ; la construction du barrage hydroélectrique du « 5 novembre » ; l'autoroute située sur la côte ; de nombreuses écoles et des logements multifamiliaux. L'anniversaire du coup d'État du 14 décembre (connu officiellement sous le nom de Révolution de 1948) est aussi célébré dans le pays. 
Il y avait aussi une certaine impulsion en direction des arts, avec la mise en place d'un système de bourses pour que les artistes puissent étudier à l'étranger.

### Pratiques répressives
Dans le même temps, cependant, parallèlement à l'ouverture démocratique, Osorio a placé le pays sous le coup d'une suspension des droits individuels et collectifs, connue sous le nom de loi sur la défense de l'ordre constitutionnel. Sur cette base, de 1952 à la fin de son mandat, Osorio développe une politique de répression sélective contre les dirigeants ouvriers et les étudiants, avant la montée du mouvement populaire issu des luttes ayant conduit au renversement du général Maximiliano Hernández Martínez en 1944. Osorio fait enfermer les plus importants dirigeants de la gauche salvadorienne : les dirigeants syndicaux Salvador Cayetano Carpio et son épouse Tula Alvarenga, le dirigeant étudiant Gabriel Gallegos Valdés et l'universitaire Celestino Castro. Tous ont été interrogés et torturés par la police nationale, comme ce dernier en témoigne son livre Abduction and Hood, publié pour la première fois en 1956. 
Son successeur est José María Lemus. Il participe à l'organisation du coup d'état de 1960 qui le fait chuter, mais est poussé à l'exil en 1961, à la faveur d'un autre coup d'état.     
Osorio est décédé à l'hôpital méthodiste de Houston, aux États-Unis, des suites d'une insuffisance rénale accentuée par une pneumonie.

## Carrière militaire
- Promu lieutenant le 12 décembre 1931 ;
- Promu lieutenant le 15 juin 1934 ;
- Promu capitaine le 15 octobre 1937 ;
- Promu capitaine d'état-major le 15 octobre 1937 ;
- Promu lieutenant-colonel le 9 septembre 1950.

## Décorations
- Collier de l'ordre de l'aigle aztèque (Mexique, juillet 1951) ;
- Grand Croix de l' ordre de Bernardo O'Higgins (Chili, octobre 1951) ;
- Grand Croix de l'ordre de Rubén Darío (Nicaragua, janvier 1952) ;
- Grand Croix extraordinaire de l'ordre de Vasco Núñez de Balboa (Panama, septembre 1952) ;
- Grand Croix de l'ordre national du mérite (Equateur, mai 1953) ;
- Classe spéciale de la Grande Croix de l'ordre du mérite de la République fédérale d'Allemagne (Allemagne, décembre 1954) ;
- Grand Croix avec collier de l'ordre du mérite de la République italienne (Italie, février 1955).